# Böhmerland
 (février 2021).
La mise en forme du texte ne suit pas les recommandations de Wikipédia : il faut le « wikifier ».
Les points d'amélioration suivants sont les cas les plus fréquents :
- Les titres sont pré-formatés par le logiciel. Ils ne sont ni en capitales, ni en gras.
- Le texte ne doit pas être écrit en capitales (les noms de famille non plus), ni en gras, ni en italique, ni en « petit »…
- Le gras n'est utilisé que pour surligner le titre de l'article dans l'introduction, une seule fois.
- L'italique est rarement utilisé : mots en langue étrangère, titres d'œuvres, noms de bateaux, etc.
- Les citations ne sont pas en italique mais en corps de texte normal. Elles sont entourées par des guillemets français : « et ».
- Les listes à puces sont à éviter, des paragraphes rédigés étant largement préférés. Les tableaux sont à réserver à la présentation de données structurées (résultats, etc.).
- Les appels de note de bas de page (petits chiffres en exposant, introduits par l'outil «  Source ») sont à placer entre la fin de phrase et le point final[comme ça].
- Les liens internes (vers d'autres articles de Wikipédia) sont à choisir avec parcimonie. Créez des liens vers des articles approfondissant le sujet. Les termes génériques sans rapport avec le sujet sont à éviter, ainsi que les répétitions de liens vers un même terme.
- Les liens externes sont à placer uniquement dans une section « Liens externes », à la fin de l'article. Ces liens sont à choisir avec parcimonie suivant les règles définies. Si un lien sert de source à l'article, son insertion dans le texte est à faire par les notes de bas de page.
- La présentation des références doit suivre les conventions bibliographiques. Il est recommandé d'utiliser les modèles {{Ouvrage}}, {{Chapitre}}, {{Article}}, {{Lien web}} et/ou {{Bibliographie}}. Le mode d'édition visuel peut mettre en forme automatiquement les références.
- Insérer une infobox (cadre d'informations à droite) n'est pas obligatoire pour parachever la mise en page.

Pour une aide détaillée, merci de consulter Aide:Wikification.
Si vous pensez que ces points ont été résolus, vous pouvez retirer ce bandeau et améliorer la mise en forme d'un autre article.
Böhmerland -Čechie, était la marque de la Firma Albin Liebisch « Čechie – Böhmerland », fabricant de motos tchécoslovaque de 1924 à 1939. Böhmerland en allemand se traduit par Bohême, nom choisi pour la vente dans l'empire allemand, et Čechie (Tchèque) pour le marché domestique. Albin Hugo Liebisch se distingua en créant un type de moto unique, au châssis extrêmement long à cadre tubulaire.

## L'histoire
Né le 26/7/1888 à Rumburk en Bohème (actuelle Tchéquie), Albin Hugo Liebisch commença comme mécanicien de bicyclette, puis devint chauffeur de poids lourds pour le riche industriel en textiles Alfred Hielle, pilote de course amateur, importateur de Bugatti, constructeur de poids lourds et conducteur de motocyclettes. Hielle cofinança la Firma Albin Liebisch «Čechie – Böhmerland » dans le but de proposer un véhicule plus abordable qu’une automobile et pouvant emmener plusieurs personnes.
Les trois variantes construites ont en commun un châssis long, en tubes entièrement soudés, une fourche avant à roue poussée, une suspension avant à parallélogramme avec ressorts travaillant en traction, pas de suspension arrière, les deux roues en fonte d'alliage léger (une première dans l'industrie du motocycle). Bugatti ayant été le premier constructeur à utiliser cette technique, la proximité entre Hielle et Bugatti peut expliquer ce choix technique. Les moteurs maison étaient généralement des 598 cm3, monocylindre quatre temps culbutés, avec un alésage 79,95 mm et une course de 120 mm, deux pots d'échappement, évoluant de 16 à 25 cv mais la distribution restait exposée à l'air libre donc bruyante et sous le nez du conducteur, propice à son arrosage. Les modèles ultérieurs furent agrémentés d'une plaque nickelée au-dessus des culbuteurs afin de réduire cet inconvénient. L'entraînement s'effectuait par une chaîne primaire vers la boîte, puis une secondaire sur la roue arrière.

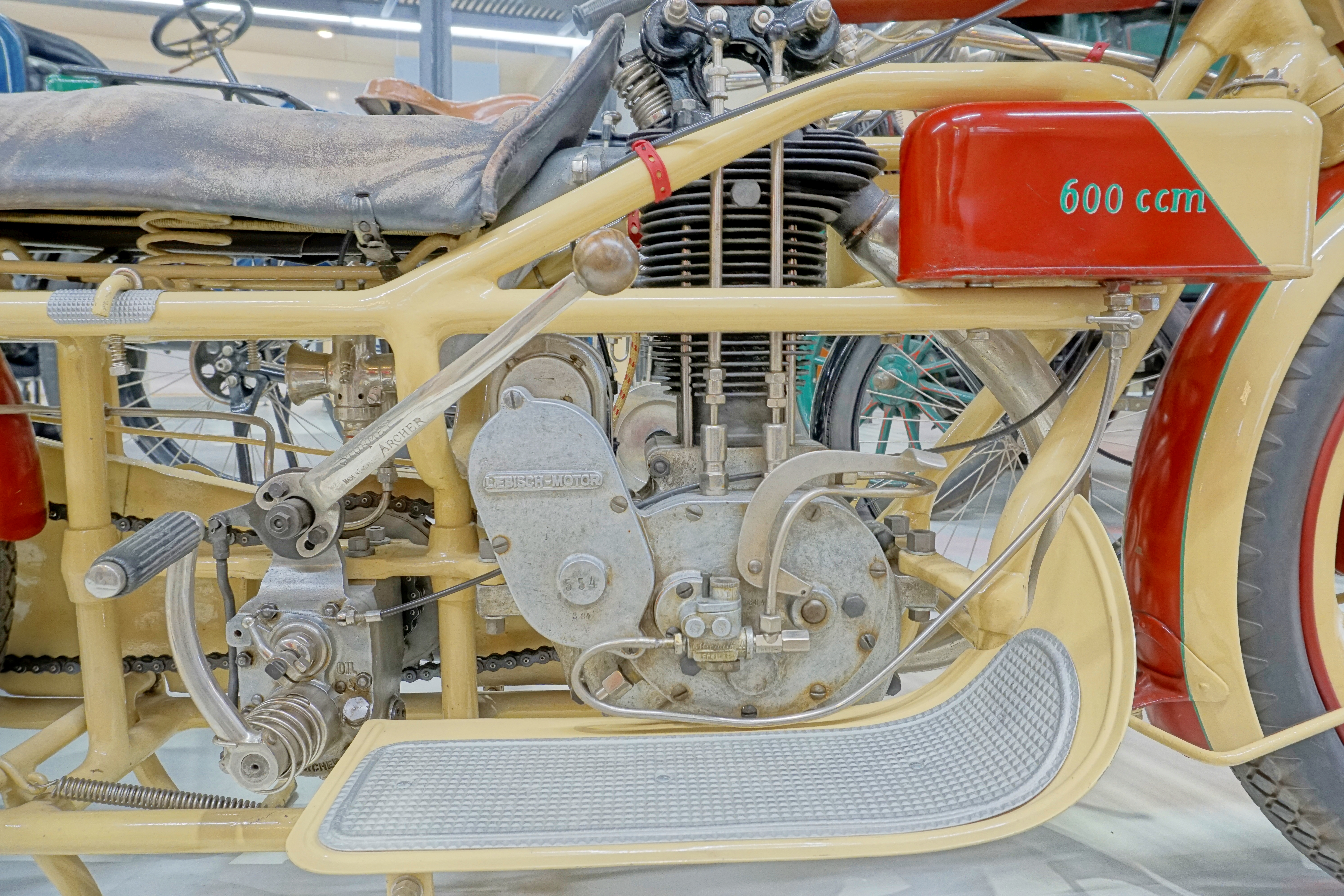
moteur 1927, 600 cm3, (79,95 x120), 4T, soupapes culbutées

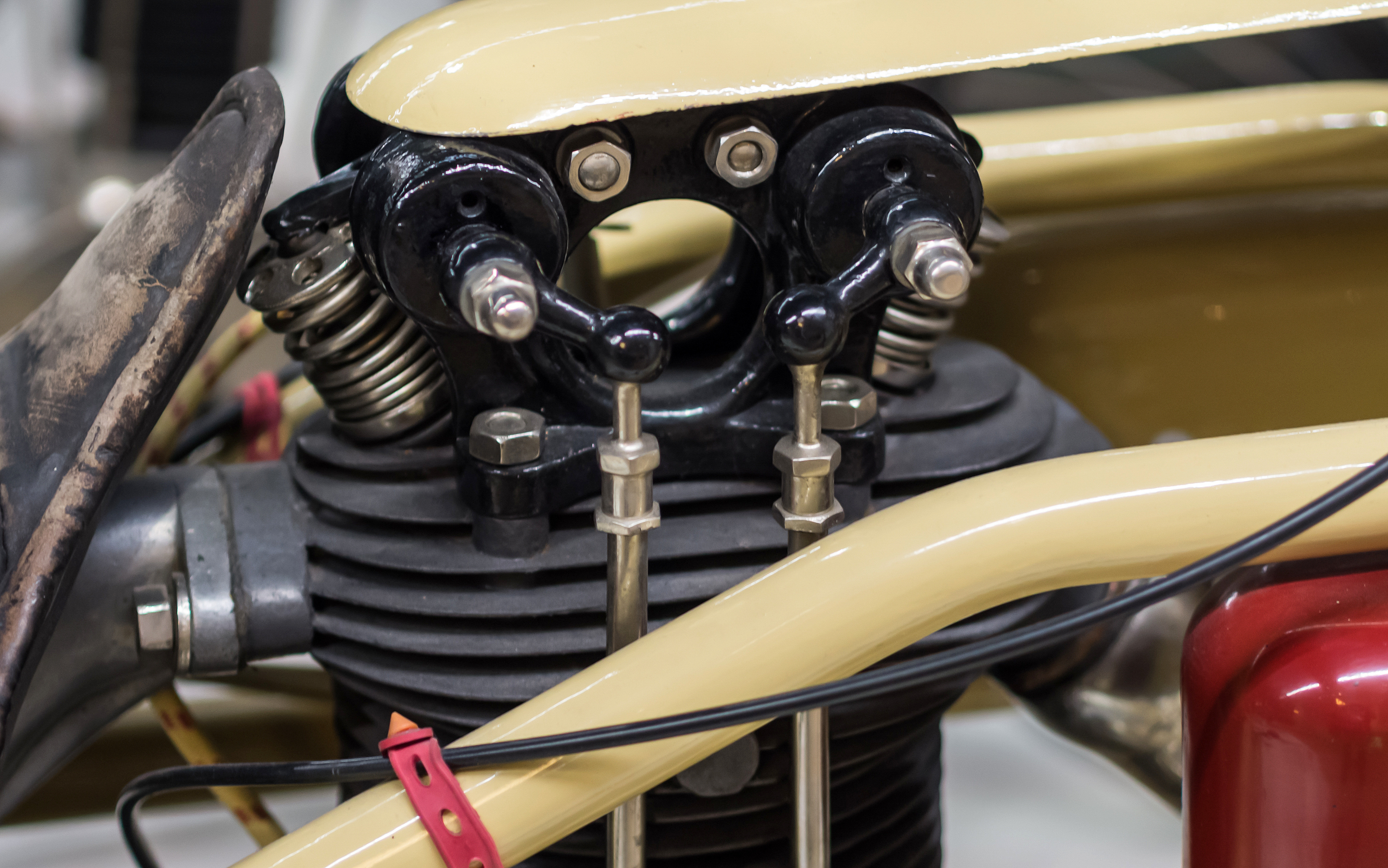
détail de la distribution en tête, 1927

Liebisch choisit une chambre de combustion hémisphérique, un piston en alliage, et une bielle en H percée de sept trous afin de l’alléger. Le tout donnait au début 16 ch à 3000 tr/min puis 24 ch à 5000 tr/min avec un couple important. La magnéto Bosch type F1 montée derrière le cylindre était entrainée par cascade de pignons et non par une courroie comme habituellement à l'époque.
Une pompe à huile Michalk, pure copie de l’anglaise Best & Llyod, était entrainée par la came d’admission et un carburateur Amal alimentait la chambre via un tube démesurément long. La boîte de vitesse provenait des anglais Sturmey-Archer, puis de l’allemand Hurth.
Le châssis original pour l’époque comportait un berceau à double boucle, une tête de fourche forgée, des goussets du cadre fondus, et comportait une béquille centrale en standard. Un tan-sad était aussi proposé à la verticale de la roue arrière.
Cadre, roues et réservoirs étaient recouverts d’une peinture émaillée Duco-Du-Pont utilisée pour les autos américaines, jaune ou crème pour les roues, vert ou rouge pour le cadre.
Deux réservoirs de chaque côté de la roue arrière contenaient cinq litres d’essence chacun et à l’avant droit un réservoir de deux litres et demie d’huile, à gauche une boîte à outils, et tout à l’arrière un coffre à bagages.
En option était monté un équipement électrique complet avec une Magdyno Bosch de 100 watt, un phare de 30 w, et un avertisseur sonore.
La Böhmerland a été produite dans plusieurs empattements, court, long, extra-long : le type Sport à deux places, le Touren à trois places et le Langtouren à quatre places. Le modèle Langtouren se distingue par son empattement de 3,17 m soit le plus long de toutes les motos de série jamais construites, pour un poids de 227 kg. Une machine expérimentale construite pour l'armée emportait quatre soldats et pour compenser la faiblesse du moteur, utilisait deux boîtes de vitesses, dont une à l'arrière actionnée par un passager, donnant 9 rapports.
Tout au long de la période de production, deux types de side-cars étaient proposés : le side-car Special Sport et le side-car Aero, plus profilé. La couleur était rouge ou verte, plus tard une combinaison jaune-rouge. Le châssis était suspendu et le frein actionné par un levier sur le guidon de la moto. Il fallait 14 200 couronnes pour le modèle deux places avec l'option side-car et 6800 couronnes pour le modèle Lidovy 350 cm3 2T.

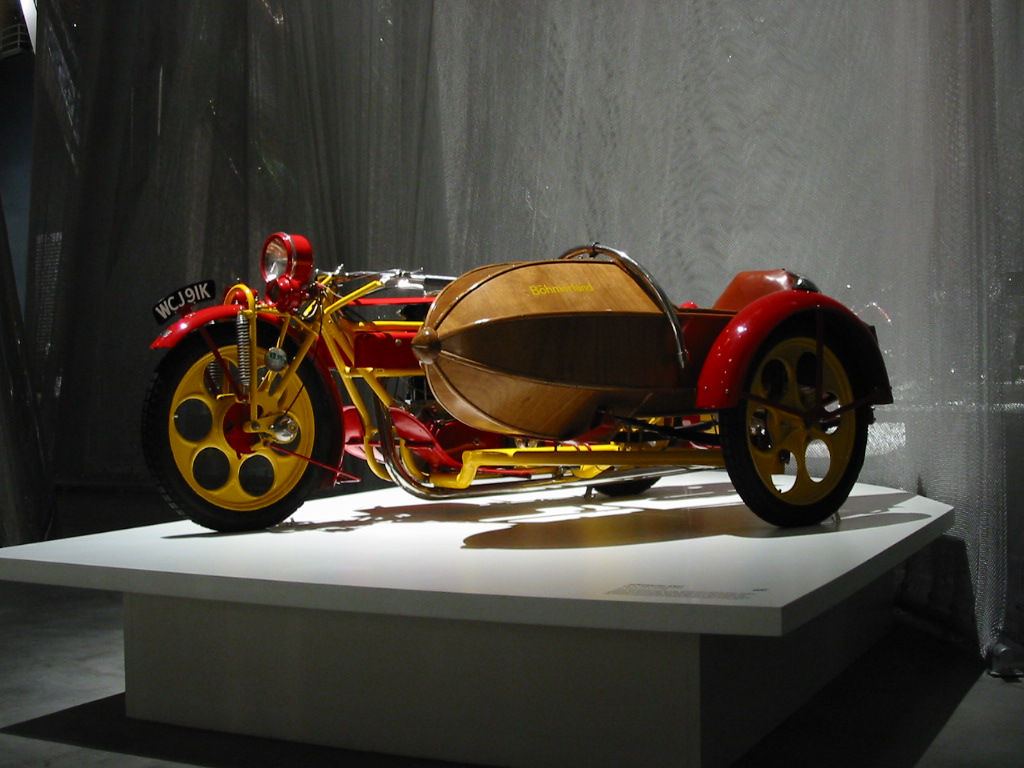
side-car Böhmerland

En 1939, sortit un prototype de plus petite dimension mû par un monocylindre deux temps longue course de 348 cm3 dont la guerre empêcha la production.
Environ 775 machines toutes versions confondues sont sorties de l'usine de Krásná Lípa (ou  Schönlinde). L'usine employait 20 ouvriers, assemblant des pièces fabriquées localement selon les spécifications de Liebisch, et sur commande des clients d'où des variantes sur les 70 modèles survivants aujourd'hui. Seulement trois Longtouren à quatre places ont été construits d'après les registres de l'usine.
Après 1945, les usines ont été nationalisées et Liebisch a émigré ultérieurement en Allemagne.

## Les modèles

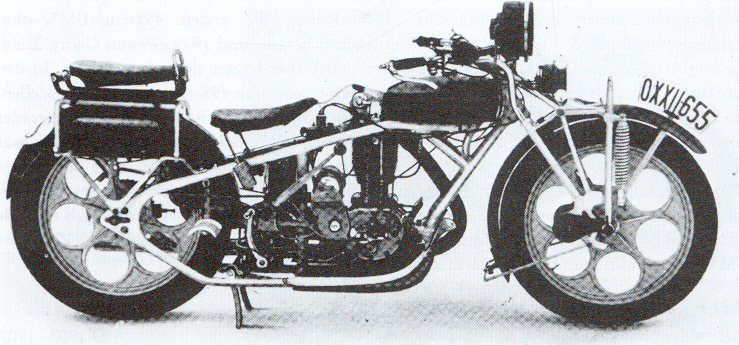
Bohmerland 600 tourenmodel 1927

- Sport à deux places, châssis court, moteur 600 cm3, (120 × 79,95 mm), 24 CV à 3 600 tr/min.
- Touren à trois places, châssis long, moteur 600 cm3, roues en alliage léger, réservoirs latéraux et coffre à l'arrière. Böhmerland 350 ccm (1937), 2T

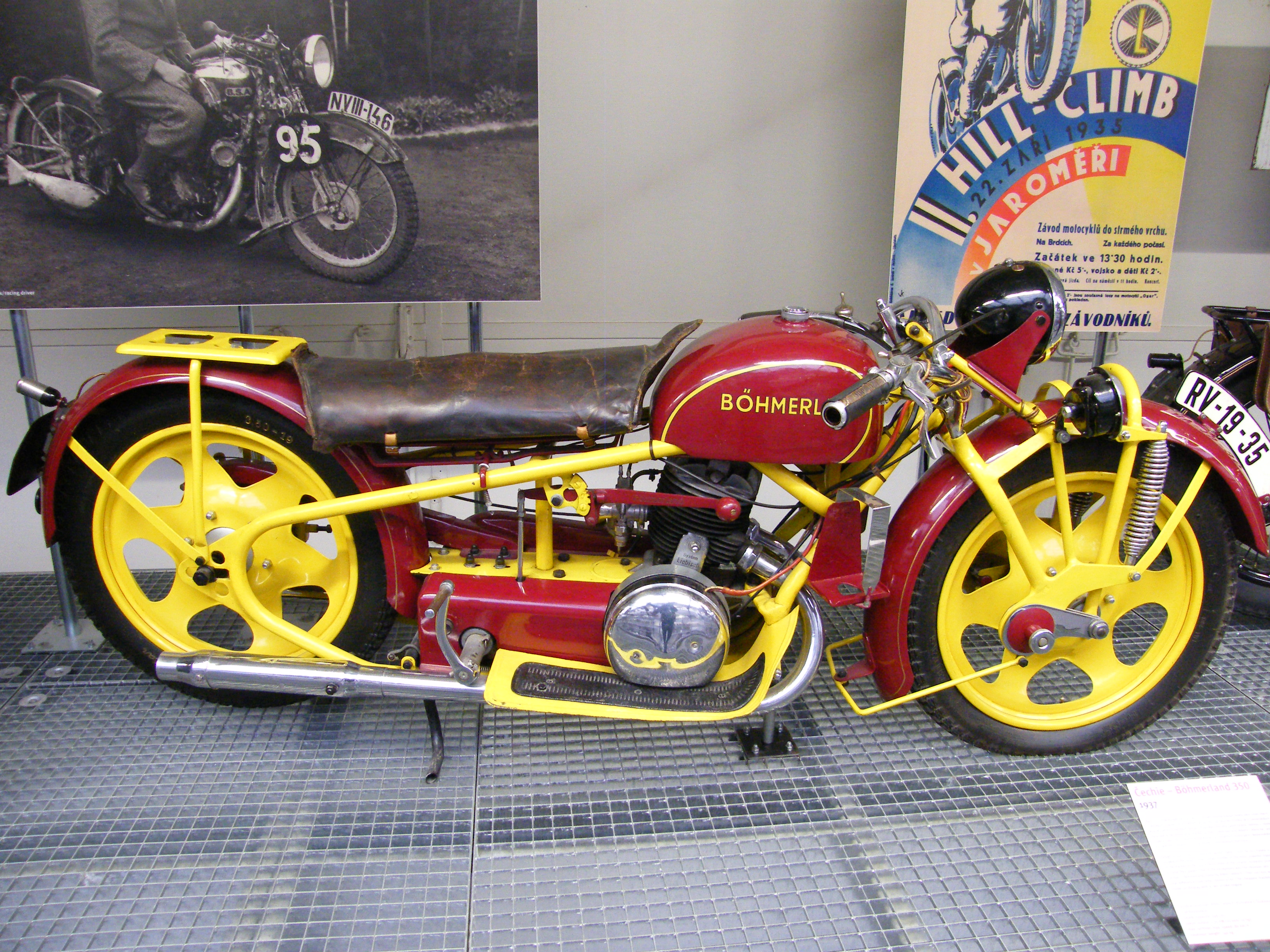
Böhmerland 350 ccm (1937), 2T

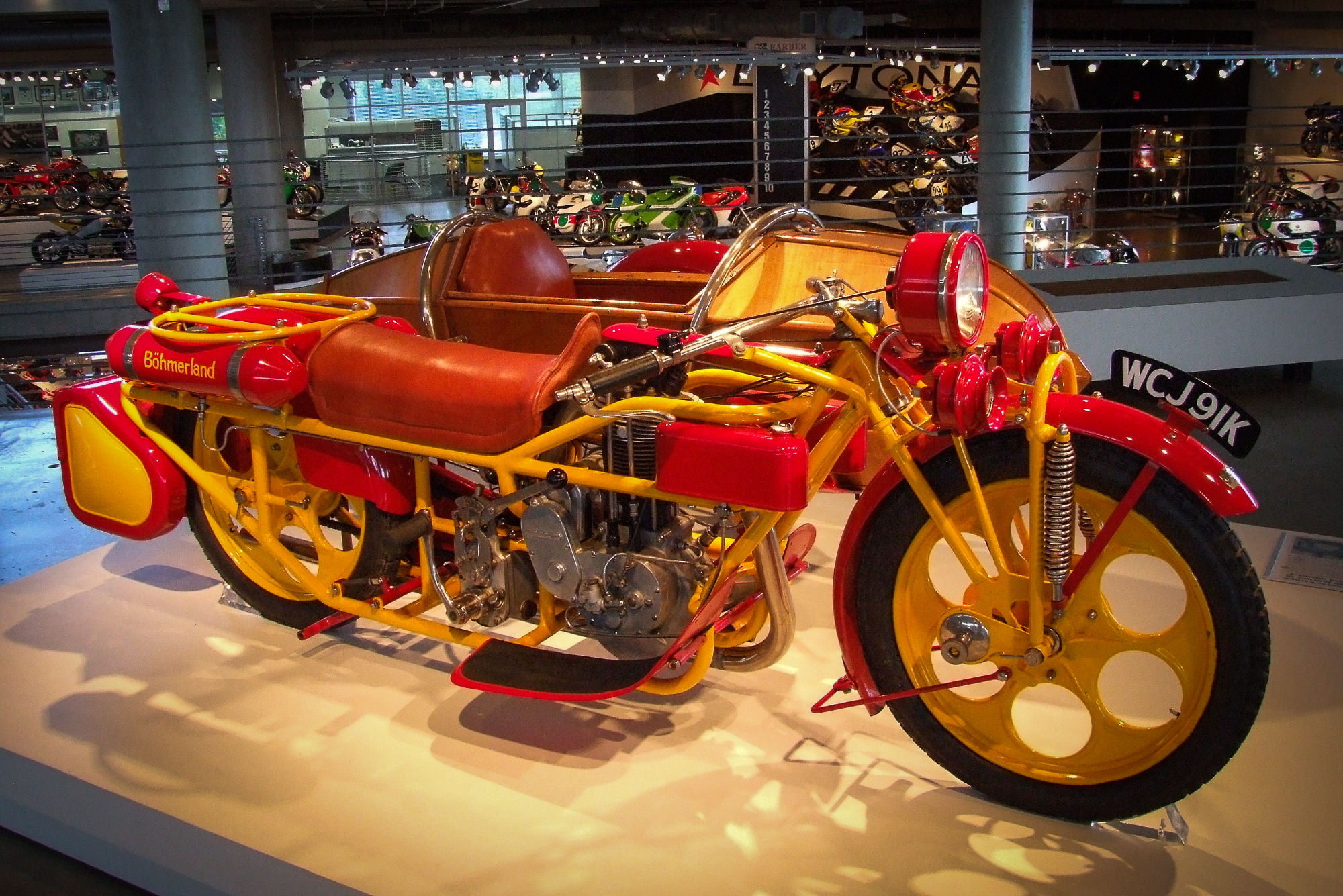
Böhmerland 1925, châssis long deux places, réservoirs latéraux, coffre arrière, side-car

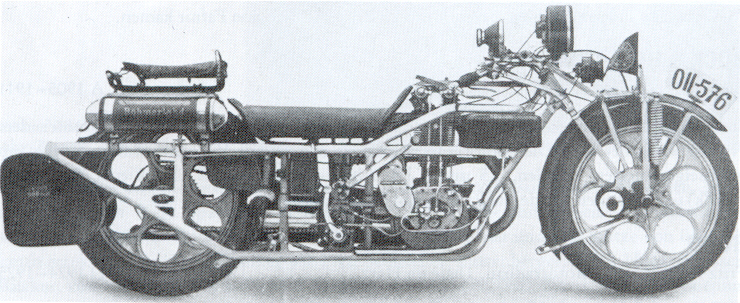
Bohmerland 600 langtourenmodel 1928

- Langtouren à quatre places, châssis extra-long (317 mm), 600 cm3 (deux boîtes de vitesses pour l'armée), roues en alliage léger, réservoirs latéraux et coffre à l'arrière.
- Lidovy 350 cm3 (1937), châssis simplifié, moteur 2T, alésage x course (76x76), 9 CV, 9 transferts (!), boîte 3, 140 kg, roues en tôle rivetée[3].
- 700 cm3 (année 1938, non conservée à ce jour)

## Notes et références

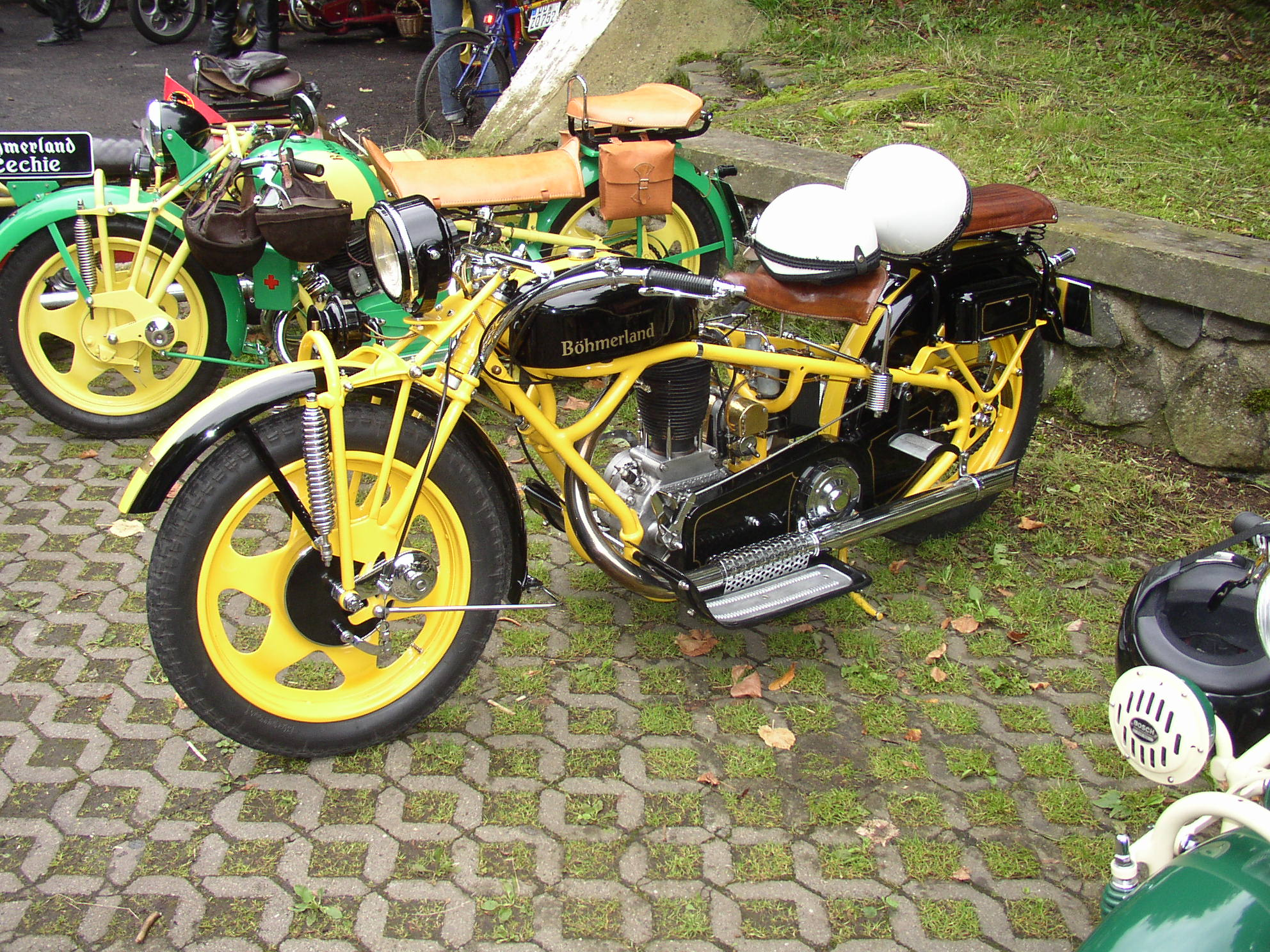
Une Böhmerland deux places à empattement court avec un réservoir de carburant classique